# Fairfield (Iowa)
Fairfield è una città degli Stati Uniti d'America, situata nello Stato dell'Iowa e in particolare nella Contea di Jefferson, della quale è il capoluogo.